# دينيس راكيلز
دينيس راكيلز (باللاتفية: Deniss Rakels) (مواليد 20 أغسطس 1992) هو لاعب كرة قدم لاتفي يلعب حاليًا لنادي ريدينغ الإنجليزي.

## روابط خارجية
- دينيس راكيلز على موقع الاتحاد الأوربي (الإنجليزية)
- دينيس راكيلز على موقع قاعدة بيانات كرة القدم.إي يو (الإنجليزية)
- دينيس راكيلز على موقع ناشيونال فوتبول تيمز (الإنجليزية)
- دينيس راكيلز على موقع Soccerway.com (الإنجليزية)
- دينيس راكيلز على موقع عالم كرة القدم.نت (الإنجليزية)
- دينيس راكيلز على موقع كووورة

- Deniss Rakels